# Histoire du Paris FC
Cet article détaille l'histoire du Paris Football Club, club de football français fondé en 1969.

## Genèse du club (1969-1972)

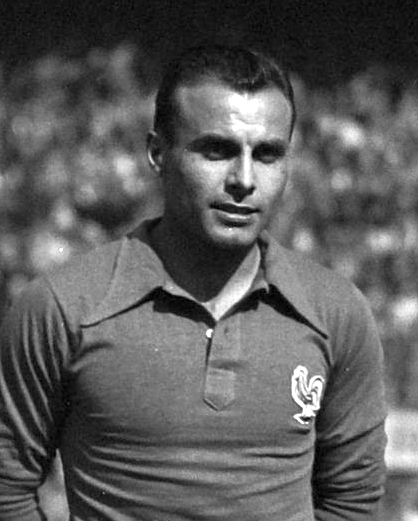
Louis Hon est le premier entraîneur du Paris FC, après sa séparation avec le PSG en 1972.

À la fin des années 1960, à la suite de l'abandon du statut professionnel par le Racing Club de France faute de finances, le Red Star Football Club est le dernier club francilien à évoluer en Division 1. Toutefois, le club étant basé depuis 1909 à Saint-Ouen, il ne représente pas directement la ville de Paris, rare capitale européenne à n'avoir aucun club dans l'élite footballistique de son pays.
La Fédération française de football s'engage début 1969 dans un projet de création d'un nouveau grand club à Paris et met en place une commission d'étude en janvier de cette année. Celle-ci se compose notamment de Fernand Sastre, Henri Patrelle, et Guy Crescent. En février 1969, la FFF lance une grande consultation : plus de 20 000 bulletins titrés « OUI pour un grand club de football à Paris » sont renvoyés,. Parmi les souscripteurs, on compte des personnalités comme Enrico Macias, Sacha Distel ou Annie Cordy. En tout, ce sont près de 60 000 bulletins qui sont renvoyés. Le nom « Paris Football Club » émerge de la consultation.
Le Paris Football Club, toujours à l'état de « club virtuel », n'a ni joueur ni stade ni championnat durant toute la saison 1969-1970. En février 1970, à la suite d'un appel de Pierre Bellemare à la radio Europe 1, 16 à 17 000 personnes s'engagent comme futurs sociétaires du club, qui ne sait toujours rien du championnat dans lequel il évoluera en 1970-1971.
En 1970, soit plus d'un an après le lancement du projet, le Stade Saint-Germain du président Henri Patrelle s'apprête à obtenir sa promotion en Division 2 et est approché en vue d'une fusion.
Après le refus du CS Sedan Ardennes, seul club de Division 1 à proximité, de fusionner, et le refus de la Ligue d'accepter le club directement en D1, les promoteurs du PFC se tournent vers la 2e division. 
À quelques semaines de la reprise, le Paris FC n'a ni joueurs, ni entraîneur, ni encadrement, ni stade, ni droit de disputer un championnat après le refus de la Ligue d'accepter le Paris FC directement en D1. Ce PFC avait en partie été financé par une collecte populaire et un échec signifierait le remboursement des donateurs. De plus, la FFF qui a engagé sa crédibilité dans cette relance du football de haut niveau à Paris après les dépôts de bilan du RC Paris, du Stade français et du CA Paris, envisage mal un échec.
Pressé par le temps, le PFC se tourne alors vers la D2 et l'idée de fusionner avec le Stade-Germain s'impose. Un vote a lieu au PFC le 21 mai 1970, et opte pour la fusion avec Saint-Germain. Le 30 mai, la FFF publie la liste des clubs participant au prochain championnat de deuxième division : le Paris Saint-Germain FC figure sous ce nom sur cette liste au titre de la promotion du Stade Saint-Germain. Le « Paris Saint-Germain » est clairement noté comme qualifié du groupe Nord avec Creil et Cambrai. Le protocole de fusion entre le Stade Saint-Germain et le Paris FC est paraphé le 10 juin. Le 26 juin, la fusion entre le Stade Saint-Germain et le PFC est effective. Le Paris Saint-Germain Football Club naît de cette union.
Le Conseil d'Administration extraordinaire du 26 juin porte Pierre-Étienne Guyot (ex-PFC) à la présidence du club, mais le pouvoir réel est aux mains des deux vice-présidents : Guy Crescent (ex-PFC) et surtout Henri Patrelle (ex-Saint-Germain) qui est également président de la Commission sportive qui gère le football. Patrelle garde ainsi la main sur l'aspect sportif tandis que Crescent s'occupe de questions d'intendance. Jean Djorkaeff, capitaine de l'équipe de France, rejoint le club dès le 22 juin. Le premier match disputé sous le label « Paris Saint-Germain FC » est une rencontre amicale de pré-saison face à Quevilly. Les normands s'imposent 1-2 le 1er août au Stade Jean-Bouin. Le 23 août, le club dispute son premier match officiel sous le label PSG : pour le compte de la première journée du championnat de France de Division 2, appelé alors « National », le PSG se déplace à Poitiers (1-1). Le 27 août, publication au Journal Officiel de l'acte de constitution du PSG. Pendant longtemps, cette date fut celle de la naissance officielle du club ; c'est en tout cas celle retenue par le service communication du club.
Le PSG termine 1er du groupe Centre du championnat, et est sacré champion de France de D2 le 12 juin 1971 après avoir affronté Monaco et Lille, vainqueurs des deux autres groupes. Le PSG est donc promu en D1 dès 1971.
La publication du bilan financier de la saison 1970-71 laisse apparaître 205 200 francs de pertes pour 1 776 950 Francs de recettes. Mais grâce à sa promotion en D1, l'équipe fanion du PSG devient une section professionnelle. Le PSG évoluait en effet avec un statut amateur jusqu'à cette date, profitant seulement du nouveau règlement « open » autorisant l'emploi de six joueurs pros ; le PSG en comptait cinq : Djorkaeff, Mitoraj, Bras, Destrumelle et Remond. Tous les autres joueurs étaient d'authentiques amateurs.
La promotion parmi l'élite est saluée par la Ville de Paris qui s'engage à subventionner le PSG pour quatre saisons en fixant trois conditions :
- que le PSG se maintienne en D1 ;
- que le PSG évolue à terme au Parc des Princes ;
- que deux membres du Conseil de Paris entrent au Conseil d'Administration du PSG.

Ces conditions sont acceptées par le PSG.
Le premier match en D1 du PSG a lieu le 11 août 1971. C'est une défaite 2-0 à Angers. Henri Patrelle, vice-président « actif » depuis dix-sept mois, récupère le titre de président du club le 17 décembre. 
À la surprise générale, le Conseil de Paris vote par 46 voix pour et 44 contre le 21 décembre une motion : la modification du nom du club en « Paris Football Club ». Si cette nouvelle condition n'est pas acceptée par le club, pas de subvention et pas de Parc des Princes. Votée en pleine période des fêtes de fin d'année, cette motion est médiatisée après sa publication dans le bulletin municipal de la Ville de Paris (24 janvier 1972). Le président Patrelle négocie et offre même sa démission si le nom reste inchangé, mais la Mairie confirme sa position par courrier au club le 12 avril 1972 : « Si, d'aventure, les membres de votre association refusaient l'appellation « Paris Football Club », ou bien si les organismes de tutelle s'opposaient à cette modification, ou bien encore si votre club ne se maintenait pas en 1re Division à l'issue de la présente saison, des modalités de remboursement échelonné pour tout ou partie de ladite subvention seraient convenues avec votre club. » C'est un ultimatum au PSG, à la Ligue et à la FFF avec comme date butoir le 1er juillet 1972. Après des débats houleux, l'assemblée générale du 16 mai 1972 propose un vote sur cette question. La tension est telle, qu'on doit recompter plusieurs fois les bulletins : la motion est repoussée par une très mince majorité de trois voix. La majorité requise est de 626 voix (deux tiers des 939 suffrages exprimés) et on ne dénombre que 623 voix favorables à la modification du nom du club afin d'accepter les subventions de la Ville de Paris. Le PSG ne change donc pas de nom, mais les dirigeants de l'ex-PFC ne renoncent pas.
Trois jours après le vote confirmant le maintien du nom du club, le PFC annonce sa sécession. La FFF et la Ligue cèdent à la volonté de la Mairie de Paris en accordant toutes les dérogations nécessaires à une telle démarche. Le PFC récupère ainsi l'équipe professionnelle, tandis que le PSG conserve tous ses joueurs amateurs. Le PSG repart en 1972 en D3, là où évoluait jusque-là son équipe réserve. Le 23 mai, France Football publie un dossier de deux pages sur la question « Paris, où vas-tu ? » Patrelle se déclare « écœuré » : « Je pars écœuré. Dans cette affaire nous sommes très loin du football. Trop de problèmes politiques sont venus salir notre sport. » De l'autre côté, Guyot et Crescent promettent que le PFC sera « une grande équipe pour la capitale ».
Le 24 mai 1972, le divorce entre le Paris FC et le Paris SG est entériné par le Conseil d'administration du PFC et paraphé par Guyot, Crescent et Patrelle. Patrelle signe cet accord en qualité de « président du Paris Saint-Germain FC », les deux autres signataires en qualité de président et vice-président du « Paris FC ». L'article 1 précise : « L'activité de la section professionnelle se poursuivra sous une forme juridique différente et sous l'appellation de Paris Football-Club ». L'article 3 : « Paris Saint-Germain FC conservera ses droits pour la saison 1972-1973 sur tous les joueurs amateurs licenciés au cours de la saison 1971-72. » L'article 10 : « Ces modalités n'entreront en application que si la FFF et le GPF en prennent acte et accordent les dérogations sollicitées. » Ces dérogations fédérales seront évidemment accordées. Ce texte est entériné le 20 juin 1972 à la suite du feu vert fédéral accordé le 12 juin. Tous ces textes, procès-verbal de l'assemblée générale extraordinaire du 16 mai inclus, sont publiés dans le numéro 8 (juin 1972) de la revue mensuelle Paris Saint-Germain Football Club rebaptisée Paris Football Club depuis mai 1972. Robert Vicot hérite du poste d'entraîneur. La quasi-totalité des supporters suivent le Paris FC en D1, seulement deux sections restant fidèles au PSG en D3 : les 1er et 2e secteurs de Saint-Germain-en-Laye.

## Le professionnalisme et l'expérience «Racing Paris 1» (1972-1984)
Malgré le recrutement de bons joueurs de D1, les résultats sportifs ne suivent pas. En 1974, le Paris FC est relégué en D2 alors que le Paris SG accède à la D1, récupérant ainsi le Parc des Princes. Pendant trois saisons, le PFC piétine en milieu de classement de D2, peinant à attirer un public partagé entre nostalgiques des anciens grands clubs et supporteurs naissants d'un PSG qui s'ancre de plus en plus en D1. On croit à la relance en 1978 lorsque le Paris FC, deuxième du groupe A de D2, l'emporte face au RC Besançon en barrages, parvenant ainsi à revenir en D1. Mais ce renouveau ne dure pas : sans style de jeu, avec un effectif limité, le club redescend dès la saison suivante, ayant notamment subi une sévère défaite 1-7 au Parc face à Monaco. Il bat toutefois au cours de cette saison son record d'affluence le 27 avril 1979 pour la venue de l'AS St-Étienne au Parc des Princes (41 025 spectateurs). Faute de moyens financiers, le Paris FC végète en D2 jusqu'en 1983. En 1980, cependant, il parvient à créer la surprise en Coupe de France en atteignant les demi-finales où il échoue face à un autre club de D2, l'US Orléans.
En 1983, sous l'impulsion de l'industriel Jean-Luc Lagardère qui veut une grande équipe à Paris, le Paris FC fusionne avec le Racing Club de France. Cette alliance ne dure qu'une année et les deux équipes se séparent : l'équipe professionnelle devient le Racing Paris 1 puis le Racing Club de Paris et les amateurs repartent en Division 4 sous le nom de Paris Football Club 83.

## La reconstruction dans les divisions amateurs (1983-1992)

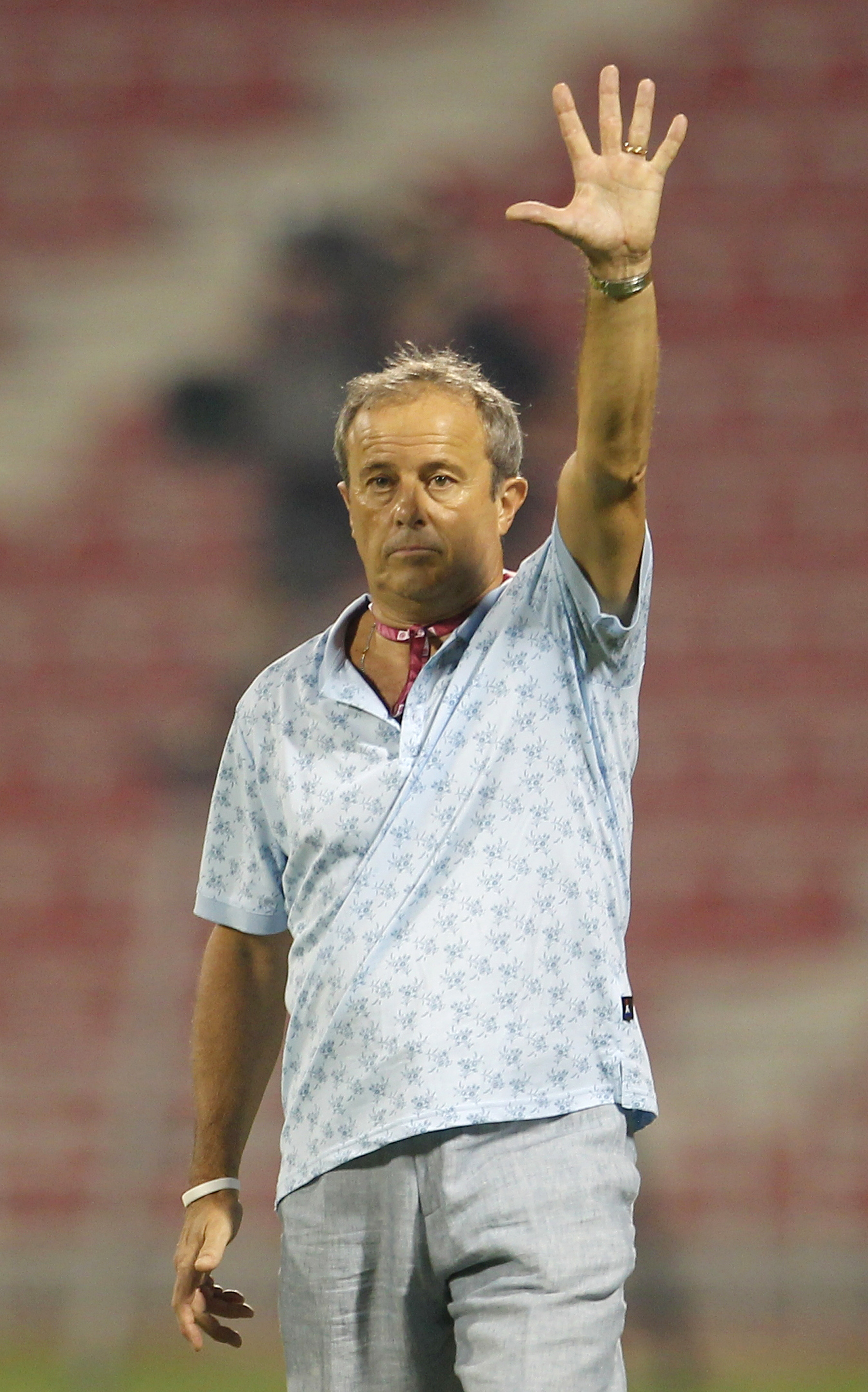
Pierre Lechantre redresse le Paris FC 83 et le fait monter de deux divisions en gagnant la Division d'Honneur Paris en 1988 et le groupe F du CFA en 1989.

La saison suivante, le PFC est relégué en Division d'Honneur où il reste quatre saisons, puis retrouve la D3 en 1989 après deux accessions successives.

## Premières participations au National puis CFA (1992-2006)
En 1993, le Paris FC termine 4e de D3 et obtient de disputer le National 1, nouvelle division créée à la place des anciens six groupes de D3 qui devient le troisième niveau national, situé au-dessus du CFA qui constitue le quatrième niveau. En 1996, le Paris FC 83 effectue un retour aux sources en modifiant son nom en Paris Football Club, comme durant les années professionnelles du club parisien. Habitué de la D3, le Paris FC effectue en 1999-2000 un effort de recrutement dans le but d'accéder à la D2 mais l'échec est sévère : l'amalgame entre recrues et anciens ne prend pas, l'équipe termine 17e et est reléguée en CFA où elle reste six saisons. En 2005-2006, le Paris FC termine premier du groupe D de CFA et retrouve le National.

## Stagnation en National puis Ligue 2 (2006-2024)

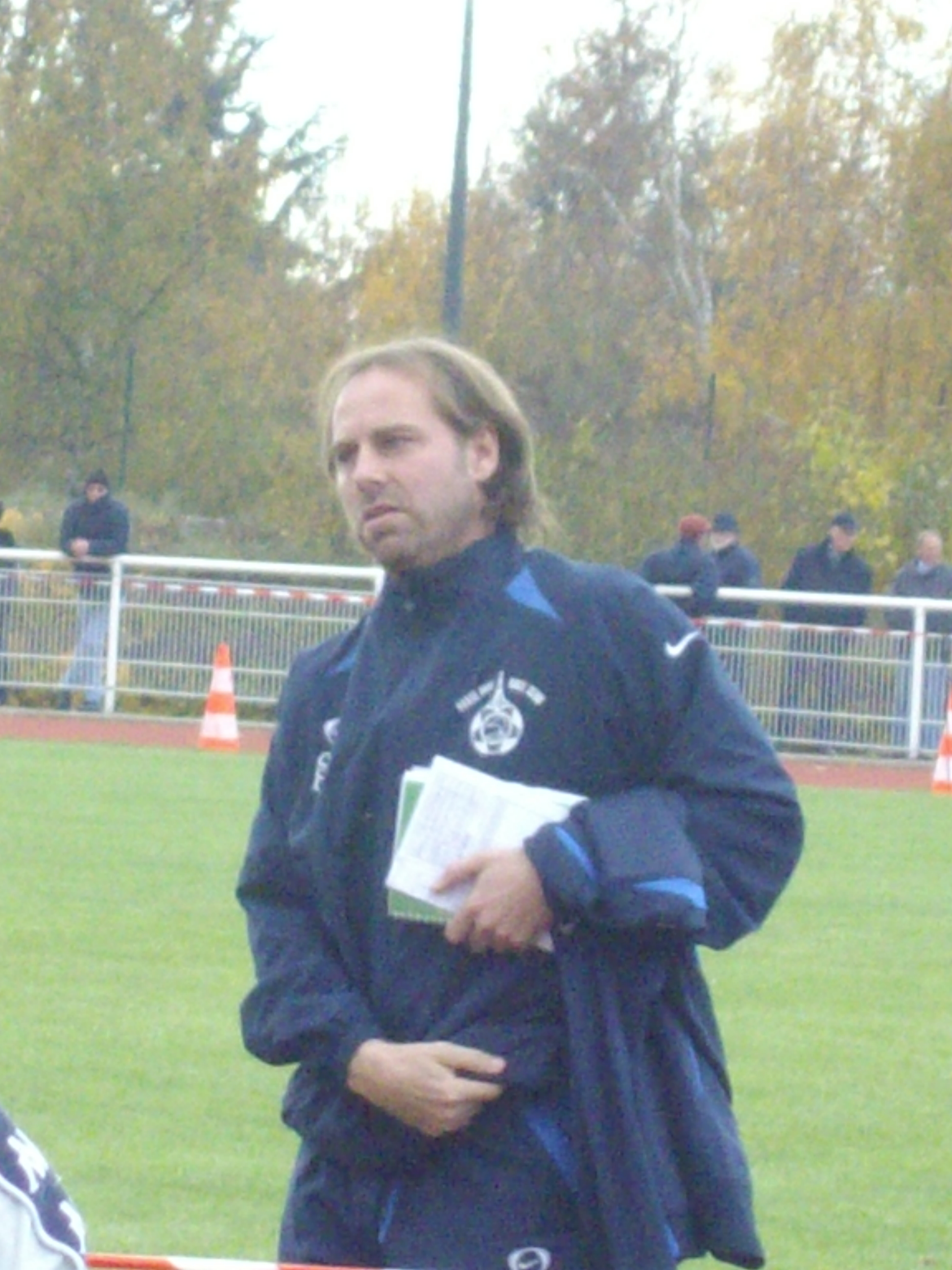
Jean-Guy Wallemme entraîneur du PFC en 2007-2008.

Avec le retour en National, l'objectif est d'accéder dans les trois ans à la Ligue 2 pour être le second club professionnel parisien avec le Paris Saint-Germain. Les infrastructures utilisées par le Paris FC se situent dans Paris intra-muros.
Dès sa première saison, le club termine 6e de National. En 2007-2008, le PFC quitte le stade Déjérine (Paris 20e) pour le stade Charléty (Paris 13e). Le club entrainé par Jean-Guy Wallemme réalise l'exploit des 32e de finale de Coupe de France en battant un club de l'élite, Toulouse (le club s'incline contre Dijon au tour suivant). À l'occasion de ce 1/32, les vainqueurs s'offrent même le privilège de faire la une du quotidien sportif L'Équipe qui titre à cette occasion Ça aussi, c'est Paris (par opposition au Paris SG). En championnat, la saison est moyenne, avec une 10e place, à treize points de la montée en Ligue 2.
Jean-Guy Wallemme quitte le club pour aller entrainer Lens, et Jean-Marc Pilorget (artisan de la remontée en National) revient. Le club est en course pour la montée à mi-saison, mais se retrouve décroché lors des matchs décisifs de février et termine à la 6e place. L'objectif « montée dans les trois ans », fixé en 2006, n'est donc pas atteint.
En 2009-2010, le Paris FC figure parmi les candidats à l'accession. Mais le début de saison est décevant, et l'entraineur Jean-Marc Pilorget est démis de ses fonctions après une défaite contre Cassis-Carnoux. Les dirigeants choisissent Jean-Luc Vannuchi, entraineur de la remontée du Nîmes Olympique en D2. Les résultats s'améliorent et le PFC termine 6e, grâce notamment aux 22 buts de l'attaquant David Pollet. À noter également cette saison les quarts de finale des jeunes en Coupe Gambardella.
Après cette bonne fin de saison, le Paris FC ambitionne de monter en L2 au terme de la saison 2010-2011. La saison débute bien, mais à partir d'octobre, le club décroche des équipes de tête pour s'installer dans le ventre mou du classement. Le club réédite cependant l'exploit de ressortir le Toulouse FC de la Coupe de France, deux ans après, au même stade de la compétition. Comme en 2009, l'équipe est éliminée en 1/16 de finale (cette fois-ci contre le FC Sochaux à l'extérieur). Fin avril, le club se retrouve en 12e position, bien loin de ses ambitions du début de saison. Jean-Luc Vannuchi annonce son départ en fin de saison.
Il est remplacé pour la saison suivante par Alain Mboma, ancien entraineur de Villemomble et du Red Star. Le début de saison est sans éclat, en milieu de tableau. La direction met l'entraîneur face à ses responsabilités début octobre et menace de le renvoyer si son équipe ne s'impose pas contre Épinal. La réaction des joueurs est très claire : les Parisiens s'imposent 6-0 grâce notamment à un triplé de Yannick Yenga. Malgré un soutien sans faille des joueurs envers leur entraîneur pour la suite, le club termine à une très décevante 16e place, premier non-relégable. De nombreux changements son attendus à l'intersaison, tant sur le terrain que dans l'équipe dirigeante.
En effet, le club est métamorphosé à l'intersaison, avec l'arrivée d'un nouvel entraineur, Olivier Guillou et de nombreux nouveaux joueurs. L'équipe doit être compétitive pour cette saison 2012-2013, car du fait du passage du National de 20 à 18 clubs, ce ne sont pas 4 mais 6 équipes qui doivent descendre en CFA. Le début de saison est très décevant : au bout de 10 matchs, l'équipe est 18e au classement et Guillou est limogé. Son ancien adjoint Alexandre Monier prend la relève, sans pouvoir redresser la situation. En février, Gaston Diamé prend les commandes de l'équipe, toujours relégable. Malgré une amélioration des résultats, le club est relégué en CFA à l'issue de la 37e journée.
Cependant, les relégations administratives successives de Sedan, Le Mans et Rouen décidées par la DNCG durant l'été 2013 impliquent le repêchage de trois clubs relégués en CFA. Le Paris FC est le dernier d'entre eux et se maintient donc en National pour la saison 2013-2014. Le club se réinstalle au stade Déjerine, à la capacité plus adaptée aux affluences de National. Malgré une intersaison compliquée, le début de saison du PFC est très satisfaisant, notamment grâce à une défense de fer. Le club est ainsi leader au bout de la 7e journée. Le club rentre ensuite quelque peu dans le rang, et s'installe dans le milieu de tableau du championnat, terminant neuvième de l'exercice.
Pour la saison 2014-2015, entamée avec ambition, le club fait son retour au Stade Charléty. Les débuts sont excellents puisque le club prend la place de leader au terme de la septième journée et l'occupe toujours neuf matches plus tard, possédant quatre points d'avance sur le quatrième du championnat après la dernière journée de 2014.
Le club recrute des joueurs d'expériences comme Sébastien Cantini, Idriss Ech-Chergui, Christian Kinkela, Hervé Lybohy, Loïc Poujol, Mouritala Ola Ogounbiyi et Richard Socrier, et dès la quatrième journée il se classe parmi les trois premiers pour ne plus quitter le podium et retrouve la Ligue 2 32 ans après l'avoir quitté.
Après une excellente saison des Parisiens, le club est promu en Ligue 2, quittée 32 ans auparavant, et retrouve par la même occasion, le professionnalisme[réf. nécessaire].
Christophe Taine n'ayant pas été reconduit, Denis Renaud est recruté et dirigera pour la première fois de sa carrière une équipe professionnelle. Le début de saison est encourageant avec aucune défaite à l'issue des neuf premières journées : une victoire pour huit match nuls. Cependant, à la suite d'une série de quatre défaites consécutives, Denis Renaud est démis de ses fonctions le 28 novembre 2015 et remplacé par Jean-Luc Vasseur mais les résultats ne sont toujours pas au rendez-vous malgré d'importants renforts effectués au cours du mercato d'hiver et lors du match face au Nîmes Olympique le 12 février 2016 le club bat un triste record en devenant l'équipe ayant le moins remporté de victoires au bout de 26 matchs en détrônant le Red Star qui n'avait remporté qu'un seul match en 25 matchs lors de la saison 1986-1987, le 29 février 2016 face à l'AJ Auxerre c'est le nombre de matchs consécutifs sans victoires (25) et efface celui de l'Olympique d'Alès et ses 24 matchs sans victoire consécutifs lors de la saison 1995-1996, la série noire prendra fin le 4 avril 2016 face au Red Star avec 28 matchs sans l'emporter. Néanmoins, le club parisien termine dernier et redescend en National.
Il ne faudra pas plus d'un an au club pour remonter en Ligue 2. La saison suivante, malgré plusieurs mois passés dans le top 5, les Parisiens ne parviennent pas à accéder aux barrages d'accession à la Ligue 1. La saison suivante, le Paris FC finit 4e et meilleure défense du championnat. Ils accèdent donc aux barrages, mais échouent à Charléty aux tirs au but contre le RC Lens. Le Paris FC jouera donc en Ligue 2 lors de la saison 2019-2020, après deux saisons encourageantes.
Le 1er avril 2019, le Paris FC annonce la signature d'Usain Bolt, légende de l'athlétisme ayant tenté de se reconvertir en footballeur. Il compte, dit-il, rendre sa grandeur à Paris. Cette annonce était en fait un canular bien monté par le club de la capitale. C'était, malheureusement, un Poisson d'avril.

## Rachat par la famille Arnault (2024 - )
Le 17 octobre 2024, le club entre dans une nouvelle ère avec l'annonce de l'arrivée d'Agache, filière de LVMH, comme actionnaire majoritaire du club (52 %). Antoine Arnault, pilote du projet, évoque un "projet de famille" pour justifier la prise de contrôle du club.